# Adalberto Machado
Adalberto Machado, mais conhecido como Adalberto (Rio de Janeiro, 3 de junho de 1964), é um ex-futebolista brasileiro que atuava como lateral-esquerdo.

## Carreira
Adalberto iniciou sua carreira de futebolista no Flamengo, no início do ano de 1981. Se destacou no torneio pré-olímpico em 1994.
Um grande jogo marcado na história da carreira de Adalberto, foi a partida válida pela quinta rodada da segunda fase do Campeonato Brasileiro de 1985, quando o Flamengo venceu o Botafogo por 6 a 1 no Maracanã e Adalberto anotando dois tentos.
Alguns afirmavam que ele seria o sucessor de Júnior, mas uma grave fratura na perna em 28 de setembro de 1986 o impediu de seguir uma carreira de sucesso. Após vários meses de recuperação, Adalberto voltou a atuar, mas outras lesões o fizeram abandonar a carreira em 1989.
Além de Júnior, Adalberto chegou a atuar com craques consagrados como Zico, Adílio, Andrade, Tita, Bebeto, Mozer, Leandro e Sócrates.
No Flamengo, Adalberto atuou em 183 jogos, obtendo 105 vitórias, 45 empates, 33 derrotas e marcando 7 gols. 

## Família
Adalberto é pai do também futebolista profissional Rodrigo Moreno, que atua como atacante. Rodrigo nasceu no Rio de Janeiro mas decidiu se naturalizar espanhol e começou a atuar pelas seleções de base da Espanha.

## Títulos
Flamengo
- Campeonato Carioca Juvenil: 1981
- Campeonato Brasileiro: 1983
- Copa União (Módulo Verde): 1987
- Copa Naranja: 1986
- Troféu Centenário do Linfield Football Club: 1986
- Campeonato Carioca: 1986
- Torneio Internacional de Angola: 1987
- Torneio Internacional do Gabão: 1987

Brasil
- Campeonato Sul-Americano Sub-20: 1983
- Copa do Mundo Sub 20:	1983
- Torneio Pré-Olímpico: 1984